# Wolf von Wolfsthal
La famiglia Wolf von Wolfsthal fu una famiglia nobile del patriziato di Norimberga nel cui consiglio sedette dal 1499 al 1806.

## Storia
Secondo la cronaca familiare, la famiglia Wolf tracciava le proprie origini al XIII secolo ed era originaria di Schwäbisch Gmünd, giungendo a Norimberga nel XV secolo dopo essere passata a Nördlingen e ad Augusta; il mercante Heinrich Wolf viene segnalato come uno dei più ricchi di Norimberga intorno al 1500 e all'epoca avrebbe avuto un patrimonio di circa 100.000 fiorini. Heinrich Wolf divenne cittadino di Norimberga nel 1469 e dal 1499 fino alla sua morte nel 1504 fu membro del Consiglio interno e quindi membro del patriziato cittadino. Egli fece credito all'imperatore Massimiliano I del Sacro Romano Impero, ricevendone in cambio il feudo di Wolfsthal nel 1500. A causa dell'insolvenza di Massimiliano I, Heinrich Wolf perse quasi tutto il suo patrimonio. Suo figlio Balthasar fu cancelliere dell'imperatore.
Nel corso del XVI secolo, la famiglia propendette per convertirsi in aristocrazia terriera, acquistando un castello nei pressi di Oberbettringen. Intorno al 1605 vendettero il possedimento di Burgfarrnbach ed acquisirono invece i possedimenti di Zeilitzheim, Hallerndorf e altri.
Philipp Gaston Wolf von Wolfsthal, ultimo della stirpe, fu colonnello imperiale nel corso delle guerre turche, giudice distrettuale di Bamberga, capo dei cavalieri imperiali del cantone di Steigerwald e poi della Franconia, consigliere di Magonza, Würzburg e Bamberga. Fece edificare il castello a Zeilitzheim. I suoi possedimenti includevano Thannstein, Pillmersried, Schmachtenberg e Schenkenau. Nel 1706 fu elevato allo stato di conte imperiale e morì nel 1717. Il suo stemma si trova sull'altare della chiesa parrocchiale di San Martino a Bamberga. Poiché il suo unico figlio Ludwig Sigmund morì nel 1713, prese il suo amico, il conte Rudolf Franz Erwein Schönborn-Wiesentheid, come proprio figlio adottivo e gli concesse l'eredità di tutti i suoi beni. Gli Schönborn inclusero lo stemma di famiglia Wolf von Wolfsthal dopo il 1717 nel loro stemma ed aggiunsero il nome Wolfsthal al loro cognome ("von Schönborn-Wolfsthal"). Tale combinazione rimase in uso sino alla metà del XIX secolo quando cadde in disuso.

## Membri notabili
- Heinrich Wolf von Wolfsthal († 1504), commerciante, consigliere di Norimberga. Intorno al 1500 era uno dei cittadini più ricchi di Norimberga.
- Balthasar Wolf von Wolfsthal († 1529), tesoriere di Massimiliano I.
- Gaston Wolf von Wolfsthal († 1717), capitano dei cavalieri imperiali del cantone di Steigerwald e di tutti i cantoni della Franconia, ultimo della casata originaria. Sposò la baronessa Anna Agnes von Ostein del 1715, figlia di Johann Jacob von Ostein († 1664) e Anna Magdalena Kämmerer von Worms, vedova di Friedrich von Sickingen, erede di Rüdesheim († 1672).